# Double-Time Records
Double-Time Records (ook bekend als Double-Time Jazz) was een jazz-platenlabel, in 1995 in New Albany, Indiana opgericht door muzikant Jamey D. Aebersold. Op het label kwamen albums uit van onder andere John Abercrombie, Bruce Barth, Jerry Bergonzi, Conrad Herwig, Andy LaVerne, Dave Liebman, Hank Marr, Steve Slagle en Walt Weiskopf. Jamey D. Aebersold is ook de auteur van instructieboeken, die hij aanbiedt op de website Jazzbooks.com..

## Discografie

### Albums
| Catalogusnr. | Artiest                            | Album                                        |
| ------------ | ---------------------------------- | -------------------------------------------- |
| 101          | Shew, Bobby                        | Tribute to the Masters                       |
| 102          | Marr, Hank                         | It's 'bout Time!                             |
| 103          | Dean, Kevin                        | Kevin's Heaven                               |
| 104          | Coolman, Todd                      | Lexicon                                      |
| 105          | Galper, Hal                        | Live at Port Townsend                        |
| 106          | Weiskopf, Walt                     | Night Lights                                 |
| 107          | Slagle, Steve                      | Our Sound!                                   |
| 108          | Herwig, Conrad                     | New York Breed                               |
| 109          | Liebman, David                     | Return of the Tenor – Standards              |
| 110          | Laverne, Andy en Abercrombie, John | Where Were We                                |
| 111          | Skaff, Greg                        | Blues and Other News                         |
| 112          | Marr, Hank                         | Groovin' It!                                 |
| 113          | Rosolino, Frank                    | Fond Memories of...                          |
| 114          | Braden, Don                        | Open Road, The                               |
| 115          | Campbell, Gary                     | Thick and Thin                               |
| 116          | Fusco, Andy                        | Big Man's Blues                              |
| 117          | Reid, Rufus en Michael Moore       | Double Bass Delights                         |
| 118          | Juris, Vic                         | Music of Alec Wilder                         |
| 119          | Flory, Chris                       | Word on the Street                           |
| 120          | LaVerne, Andy en Evans, Bill       | Modern Days and Nights: Music of Cole Porter |
| 121          | Breakstone, Joshua                 | Let's Call This Monk!                        |
| 122          | Schonecker, Joachim                | Common Language                              |
| 123          | Davis, Steve                       | Explorations and Impressions                 |
| 124          | Watrous, Bill                      | Space Available                              |
| 125          | Galper, Hal                        | Children of the Night                        |
| 126          | Cohn, Joe                          | Two Funky People                             |
| 127          | Bergonzi, Jerry                    | Just Within                                  |
| 128          | Wendholt, Scott                    | Beyond Thursday                              |
| 129          | Barth, Bruce                       | Don't Blame Me                               |
| 130          | Snidero, Jim                       | Standards + Plus                             |
| 131          | Armacost, Tim                      | Live at Smalls                               |
| 132          | Gertz, Bruce en Ken Cervenka       | Shut Wide Open                               |
| 133          | Pickens, Harry                     | Live at Stem Concert Hall                    |
| 134          | Marr, Hank                         | Hank & Frank                                 |
| 135          | LeDonne, Mike                      | To Each His Own                              |
| 136          | Gordon, Jon                        | Currents                                     |
| 137          | Ries, Barry                        | Solitude in the Crowd                        |
| 138          | Roccisano, Joe                     | Nonet                                        |
| 139          | Werner, Kenny                      | Unprotected Music                            |
| 140          | Norrbotten Big Band                | Future North                                 |
| 141          | Cutting Edge, The                  | Cutting Edge, The                            |
| 142          | Bergonzi, Jerry                    | Lost in the Shuffle                          |
| 143          | Barth, Bruce                       | Hope Springs Eternal                         |
| 144          | Michelin, Nando                    | Art                                          |
| 145          | Israel, Yoron                      | Chicago                                      |
| 146          | Pickens, Harry                     | Passionate Ballads                           |
| 147          | Keller, Gary                       | Blues for an Old New Age                     |
| 148          | Smith, Steve                       | Chantal's Way                                |
| 149          | Breakstone, Joshua                 | This Just In...                              |
| 150          | Cohen, Tom                         | Diggin' In/Diggin' Out                       |
| 151          | Santoro, Dave                      | Standards Band                               |
| 152          | Snidero, Jim                       | Music of Joe Henderson, The                  |
| 153          | LeDonne, Mike                      | Then & Now                                   |
| 154          | Liebman, David                     | Monk's Mood                                  |
| 155          | Gertz, Bruce                       | Red Handed                                   |
| 156          | Gordon, Jon                        | Things We Need, The                          |
| 157          | Galper, Hal                        | Let's Call This That                         |
| 158          | Reid, Rufus en Michael Moore       | Intimacy of the Bass, The                    |
| 159          | Muldrow, Ronald                    | Freedom's Serenade                           |
| 160          | D'Angelo, Dave                     | In a Minute                                  |
| 161          | Hilgenberg, Matt                   | Rasa                                         |
| 162          | Azzolina, Jay                      | Past Tense                                   |
| 163          | Armacost, Tim                      | Wishing Well, The                            |
| 164          | Wendholt, Scott                    | What Goes Unsaid                             |
| 165          | Santoro, Dave                      | Standards Band II                            |
| 166          | Caswell, Sara                      | First Song                                   |
| 167          | Sneider, John                      | Panorama                                     |
| 168          | Barth, Bruce                       | Somehow It's True                            |
| 169          | Michelin, Nando                    | Chants – A Candomble Experience              |
| 170          | Uotila, Jukkis                     | Hunters and Gatherers                        |
| 171          | Gordon, Jon                        | Possibilities                                |
| 172          | Breakstone, Joshua                 | Music of Bud Powell, The                     |
| 173          | Bergonzi, Jerry                    | Wiggy                                        |
| 174          | Lossing, Russ                      | Dreamer                                      |
| 175          | Wall, Dan                          | On the Inside Looking In                     |
| 176          | D'Earth, John                      | Restoration Comedy                           |
| 177          | Braden, Don                        | Presents the Contemporary Standards Ensemble |
| 178          | Wuepper, Craig                     | Returnsman, The                              |
| 179          | Bergeron, Chuck                    | Cause and Effect                             |
| 180          | Hazilla, Jon                       | Tiny Capers                                  |
| 181          | Sussman, Richard                   | Free Fall                                    |
| 182          | LeDonne, Mike                      | Bags' Groove – A Tribute to Milt Jackson     |
| 183          | Santoro, Dave                      | New Standard, The                            |
| 184          | Bergonzi, Jerry                    | Different Look, A                            |
| 185          | Gordon, Jon & Bill Charlap         | Contrasts                                    |
| 186          | Werner, Kenny                      | Form and Fantasy                             |
| 187          | Liebman, David & Walter, J. D.     | Clear Day                                    |
| 188          | Michelin, Nando                    | Brazilian Project                            |
| 189          | Blenzig, Charles                   | It's About Time                              |
| 190          | Bergonzi, Jerry                    | Live Gonz!                                   |
| 191          | Simerly, Rick                      | Obscurity                                    |
| 192          | Michelin, Nando                    | Einstein's Dreams                            |